# Hespererioptera
Hespererioptera is een ondergeslacht van het insectengeslacht Erioptera binnen de familie steltmuggen (Limoniidae).

## Soorten
- E. (Hespererioptera) oregonensis (Alexander, 1920)